# Barna Bor
Barna Bor (Kerepestarcsa, 12 de diciembre de 1986) es un deportista húngaro que compitió en judo. Ganó una medalla de plata en el Campeonato Mundial de Judo de 2011 y cuatro medallas en el Campeonato Europeo de Judo entre los años 2010 y 2013.

## Palmarés internacional
| Campeonato Mundial | Campeonato Mundial  | Campeonato Mundial | Campeonato Mundial |
| Año                | Lugar               | Medalla            | Categoría          |
| ------------------ | ------------------- | ------------------ | ------------------ |
| 2011               | Tiumén (Rusia)      | Medalla de plata   | Abierta            |
| Campeonato Europeo |                     |                    |                    |
| Año                | Lugar               | Medalla            | Categoría          |
| 2010               | Viena (Austria)     | Medalla de plata   | +100 kg            |
| 2011               | Estambul (Turquía)  | Medalla de plata   | +100 kg            |
| 2012               | Cheliábinsk (Rusia) | Medalla de plata   | +100 kg            |
| 2013               | Budapest (Hungría)  | Medalla de bronce  | +100 kg            |